# Angela Merkel
Angela Dorothea Merkel [ˈaŋɡela doʁoˈtʰeːa ˈmɛɐ̯kl̩], född Kasner den 17 juli 1954 i Hamburg, är en tysk politiker och kvantkemist som var Tysklands förbundskansler (tyska: Bundeskanzlerin) 22 november 2005–8 december 2021. Hon efterträddes av Olaf Scholz. Hon var också förbundspartiordförande för partiet Kristdemokratiska unionen (CDU) från 10 april 2000 till 7 december 2018. Regeringen Merkel IV tillträdde 14 mars 2018 och avgick 8 december 2021, och var en koalitionsregering av CDU, det bayerska systerpartiet CSU samt socialdemokratiska SPD.
Åren 1990–2021 var Merkel direktvald ledamot av Tysklands förbundsdag. Hon inledde sin tid i den federala regeringen 1991–1994 som minister för kvinno- och ungdomsfrågor i Helmut Kohls regering. Åren 1994–1998 var hon miljöminister, vilket gav henne en mer synlig position. Åren 1998–2000 var hon partisekreterare för CDU.
Merkel var Förbundsrepubliken Tysklands åttonde förbundskansler sedan andra världskriget, den första politikern uppväxt i Östtyskland som innehaft ämbetet, och den första kvinnan på kanslerposten. Hon har tidigare verkat som forskare i kvantkemi och har en doktorsexamen  (Dr. rer. nat.) i ämnet.
Angela Merkel beskrevs under sin kanslertid som Europeiska unionens egentliga ledare, och rankades 2011 som världens näst mäktigaste person av tidningen Forbes; således är hon den mäktigaste kvinnan i modern tid. Hon var vid sin avgång den av EU:s sittande regeringschefer som hade innehaft sitt ämbete längst, och var därmed den mest seniora medlemmen av Europeiska rådet.

## Biografi

### Uppväxt, familj och utbildning
Angela Merkel föddes som Angela Kasner i Hamburg i dåvarande Västtyskland, i en prästfamilj med rötter i Polen. Merkels farfar, Ludwig Kazmierczak, hade flyttat till Berlin från Poznań och i Tyskland tagit namnet Kasner. Strax efter dotterns födelse kom Merkels far Horst Kasner att 1954 flytta med familjen till Östtyskland för att verka som präst där, och Merkel växte upp i staden Templin där fadern ledde det lokala prästseminariet. Modern Herlind var lärare, men hemmafru under dotterns småbarnsår.
Merkel gick därmed aldrig i statlig förskola utan kom först i skolåldern i kontakt med det östtyska utbildningssystemet. Hon var som de flesta skolbarn medlem i Pionierorganisation Ernst Thälmann och sedermera även medlem i den frivilliga statliga ungdomsorganisationen Freie Deutsche Jugend. Familjen valde en kyrklig konfirmation istället för den i Östtyskland brukliga sekulära ceremonin (Jugendweihe).
År 1973 tog hon studentexamen med högsta betyg från gymnasieskolan i Templin. Hon studerade därefter fysik vid Leipzigs universitet och doktorerade i kvantkemi 1986 vid den östtyska vetenskapsakademins Centrum för fysikalisk kemi i Adlershof i Östberlin. Under studietiden träffade hon sin förste make Ulrich Merkel, som också var fysikstuderande, och paret var gifta åren 1977–1982. Merkel mötte sin nuvarande make 1984, kvantkemisten Joachim Sauer, som hon sedermera gifte sig med 1998. Båda äktenskapen blev barnlösa, men Sauer har två barn från ett tidigare förhållande.
Merkel talar flytande ryska.

### Politisk karriär 1989–1998
Merkel var under sin tid vid Östtysklands vetenskapsakademi fortsatt medlem i den östtyska kommunistiska statliga ungdomsorganisationen Freie Deutsche Jugend, där hon enligt egna uppgifter var ansvarig för kulturfrågor i en lokal förening, men var i övrigt inte engagerad i det tillåtna partiväsendet. Hon engagerade sig i samband med den demokratiska revolutionen i DDR 1989 i den oppositionella partibildningen Demokratischer Aufbruch, som 1990 gick samman med östtyska CDU. Merkel hade uppdraget som talesperson för den sista östtyska regeringen, vilken dominerades av CDU och leddes av Lothar de Maizière.
Vid Tysklands återförening 1990 blev Merkel ledamot av Förbundsdagen, vilket hon varit alltsedan dess. Hon har som direktvald ledamot av Tysklands förbundsdag för CDU representerat valkretsen Stralsund-Nordvorpommern-Rügen i Landkreis Vorpommern-Rügen, med 49,3 procent av valkretsens röster i förbundsdagsvalet 2009. Från 1991 till 1994 var hon minister för kvinno- och ungdomsfrågor och från 1994 till 1998 miljöminister i Helmut Kohls regering.

### Partiordförande 2000-2018
Merkel var partiordförande för CDU april 2000–december 2018. Under sina första år som partiordförande fick hon ofta stå tillbaka för andra politiker. I förbundsdagsdebatterna mot förbundskansler Gerhard Schröder fick Merkel till en början inte företräda sitt parti, då hon inte var gruppledare i förbundsdagen. Merkel blev heller inte CDU:s och CSU:s kandidat till posten som förbundskansler inför förbundsdagsvalet 2002; detta förtroende fick i stället CSU:s ledare Edmund Stoiber. Under mandatperioden 2002–2005 stärkte Merkel dock sin ställning i partiet betydligt och var i stort sett oomstridd som kanslerskandidat inför det tidigarelagda förbundsdagsvalet 2005. 
Under Merkels period som kanslerkandidat inföll även Irakkriget 2003 där förbundskansler Gerhard Schröder (SPD) och utrikesminister Joschka Fischer (gröna) intog en klar hållning emot kriget. Angela Merkel däremot försvarade USA:s och Storbritanniens anfall och menade att det var Saddam Husseins eget beteende som hade gjort kriget oundvikligt.
I förbundsdagsvalet 2005 eftersträvade CDU/CSU en borgerlig majoritetsregering tillsammans med liberala FDP, och opinionsmätningarna tydde länge på en stor seger för denna konstellation. Valresultatet blev dock annorlunda: CDU/CSU gick tillbaka jämfört med valet 2002 och varken de borgerliga eller den dittillsvarande röd-gröna regeringen fick majoritet i Förbundsdagen. En viktig orsak bakom valutgången ansågs av Financial Times Deutschland ligga i att Merkel hade ett nära samarbete med ekonomen Paul Kirchhof som propagerade för en "platt skatt" på 25 procent vilket gav SPD-mannen Gerhard Schröder möjligheten att profilera sig som välfärdsstatens bevarare mot Merkels aviserade skattesänkningar.

## Tysklands förbundskansler 2005–2021

### Första mandatperioden 2005–2009

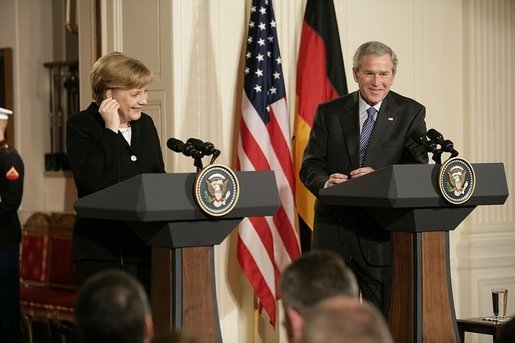
Angela Merkel och George W. Bush, januari 2006.

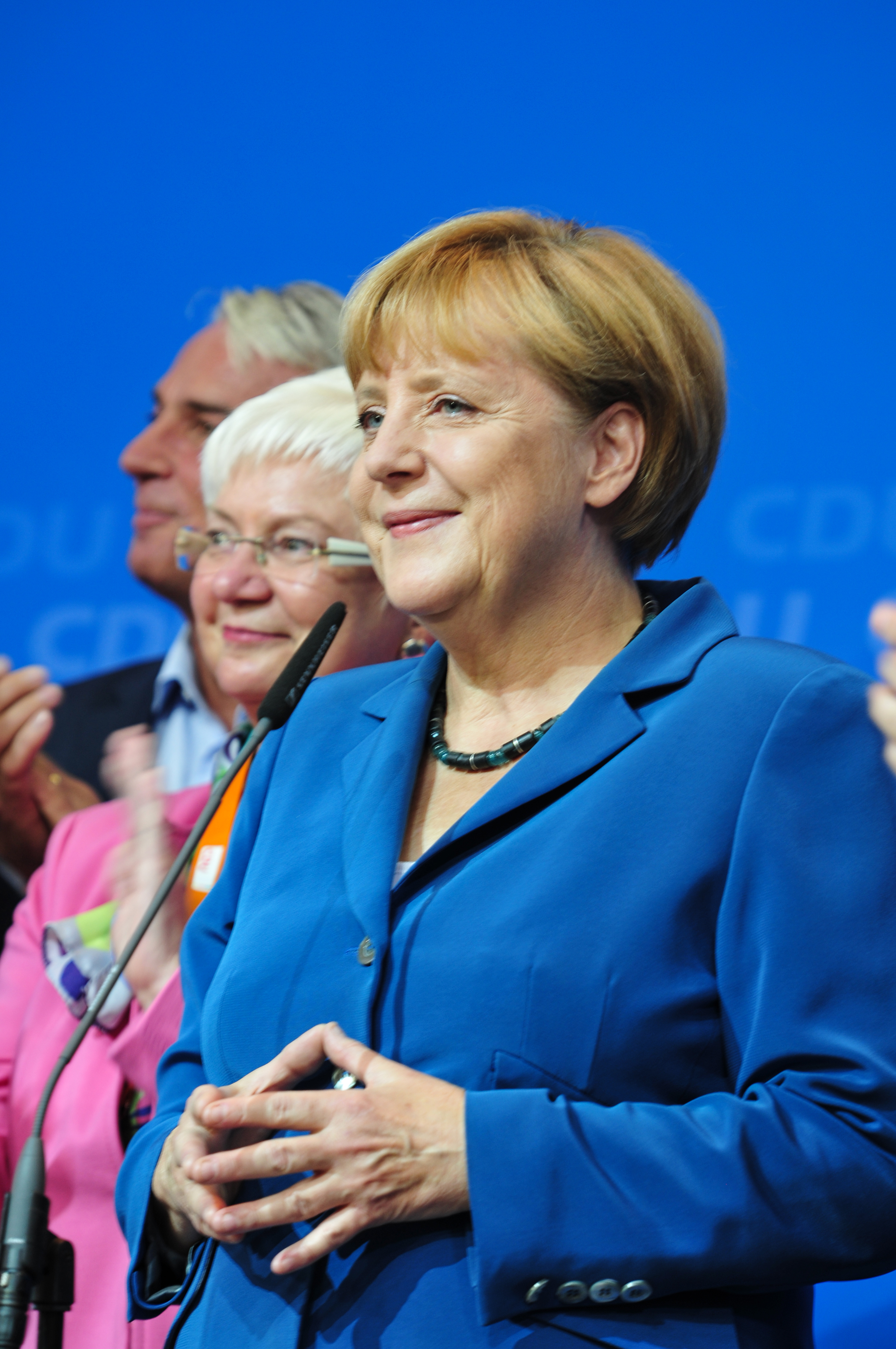
Valvakan 22 september 2013. Merkel syns utföra gesten makttriangeln där händerna formar en triangel eller diamant.

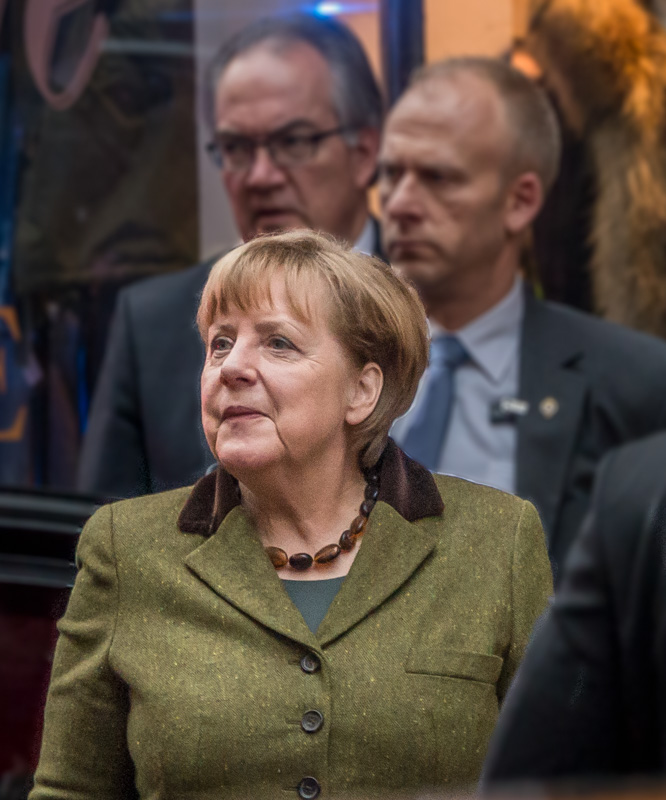
Angela Merkel i Stockholm 2017.

Då sonderingarna med Tysklands gröna parti om en koalitionsregering under Merkels ledning tycktes utsiktslösa, och socialdemokratiska SPD inte heller kunde locka över FDP till sin sida, började CDU-CSU och SPD att förhandla om en ”stor koalition”. Sedan SPD tvingats ge upp kravet på att Gerhard Schröder skulle leda denna koalition, enades man om en lösning där Merkel skulle bli förbundskansler. 
Den 22 november 2005 valdes Merkel av förbundsdagen till Tysklands förbundskansler. Hon är den första kvinnan på posten, och dessutom den första förbundskanslern i det enade Tyskland som har varit medborgare i Östtyskland.
År 2007 var hon Europeiska rådets ordförande samt ordförande för G8, som den andra kvinnan (efter Margaret Thatcher) på den positionen. Hon spelade en central roll i förhandlingarna om Lissabonfördraget och Berlindeklarationen. En av hennes prioriteringar har också varit att stärka de transatlantiska ekonomiska förbindelserna genom att underteckna avtalet som bildade det Transatlantiska Ekonomiska Rådet den 30 april 2007. Merkel ses som den avgörande figuren i hanteringen av finanskrisen och dess efterhängande påverkan på både europeisk och internationell nivå, och kallas för ”den som bestämmer”. Inrikespolitiskt var sjukvårdsreformer och problem rörande framtida energiförsörjning stora frågor under hennes första mandatperiod.

### Andra mandatperioden 2009–2013
Efter valet till Förbundsdagen den 27 september 2009 sprack regeringskoalitionen mellan CDU/CSU och SPD, varvid koalitionspartnern SPD ersattes med det liberala partiet FDP. I den nya regeringen blev Merkel förbundskansler med Guido Westerwelle (FDP) som vicekansler. Westerwelle efterträddes i maj 2011 som FDP-partiledare och vicekansler av Philipp Rösler.
Merkels andra mandatperiod kom att från 2010 till stor del upptas av den så kallade Eurokrisen, där Tyskland intog en ledande roll i förhandlingarna kring räddningspaket för att avhjälpa skuldkrisen i flera europeiska länder, huvudsakligen Grekland. Samtidigt var den tyska konjunkturen stark och den tyska arbetslösheten gick under hösten 2010 under 3 miljoner arbetslösa.
I mars 2011 beslöt regeringen att värnplikten i Tyskland skulle avskaffas och helt ersättas av en yrkesarmé. Försvarsminister Karl-Theodor zu Guttenberg, som stod bakom regeringens förslag, tvingades till följd av en plagiatsskandal under våren 2011 kring sin doktorsavhandling avgå, trots att Merkel till en början uttryckt starkt förtroende för honom som minister och uttryckt att hon "inte anställt Guttenberg som forskare", vilket kritiserades från universitetskretsar som ett försök att bagatellisera akademisk ohederlighet.
Efter kärnkraftshaveriet i Fukushima i mars 2011 beslöt Merkels regering i juni att påskynda avvecklingen av den tyska kärnkraften med 2022 som slutdatum. Bara ett halvår tidigare, i oktober 2010, hade man förlängt driftstillstånden för flera kärnkraftverk med åtta till fjorton år. Beslutet kritiserades framförallt internt från konservativa kretsar och kärnkraftsförespråkare inom CDU och FDP.
I maj 2012 tvingade Merkel oväntat miljöminister Norbert Röttgen att avgå efter valförlusten som kandidat till ministerpresidentposten i Nordrhein-Westfalen mot Hannelore Kraft (SPD).

### Tredje mandatperioden 2013–2017
Merkels koalitionsparter FDP tvingades efter valet 22 september 2013 lämna förbundsdagen medan de kristdemokratiska partierna CDU och CSU gick framåt till sammanlagt 41,5 procent i förbundsdagsvalet, och endast var enstaka mandat från egen majoritet. Efter långa koalitionsförhandlingar stod efter SPD-medlemmarnas godkännande 14 december klart att Merkel kunde bilda en storkoalition mellan CDU/CSU och SPD och därmed sitta kvar som förbundskansler.
Merkel intog tidigt en nyckelroll bland förespråkarna för en relativt öppen immigrationspolitik i Tyskland och Europa under den europeiska migrationskrisen 2015, och utmanades både av andra stats- och regeringschefer i EU samt även bland mer konservativa krafter inom CDU/CSU på det nationella planet.

### Fjärde mandatperioden 2017–2021
Den 14 mars 2018 tillträdde Merkels fjärde regering, efter en lång väntan efter valet hösten 2017. Regeringen var fortsatt en storkoalition mellan CDU/CSU och SPD. Regeringen kom att präglas av att Merkel den 29 oktober 2018 2018, efter partiets nederlag i ett val i Hessen, meddelade att hon vid nästa kongress inte skulle ställa upp för omval som partiledare för CDU i december samma år. Merkel avsåg att sitta kvar som förbundskansler fram till valet 2021, men därefter inte ställa upp för omval till förbundsdagen. 
På kongressen valdes Annegret Kramp-Karrenbauer till ny ordförande för CDU, men då Kramp-Karrenbauer meddelade att hon avsåg att avgå 2020 före valet kom diskussionen om Merkels efterträdare att åter aktualiseras. Kramp-Karrenbauer ersattes i januari 2021 av Armin Laschet, ministerpresidenten i Nordrhein-Westfalen, som ny förbundspartiordförande.
Efter valet i oktober 2021 fortsatte Merkel att leda en övergångsregering till dess att en ny förbundskansler kunde utses den 8 december 2021. Hon efterträddes då av socialdemokraten Olaf Scholz.

### Sverigebesök
Den 9–10 juni 2014 besökte Angela Merkel Harpsund i Sörmland där hon tillsammans med Nederländernas premiärminister Mark Rutte och Storbritanniens dito David Cameron inbjudits av statsminister Fredrik Reinfeldt. Mötet gick under namnet The Harpsund Meeting och syftade till att samordna ländernas Europapolitik efter valet till Europaparlamentet några veckor tidigare.

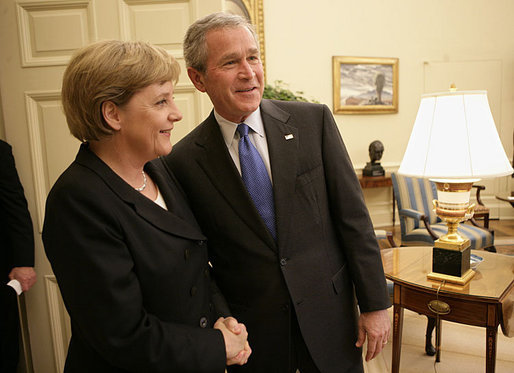
Merkel tillsammans med USA:s president George W. Bush i maj 2006.

I januari 2017 gjorde Angela Merkel ett besök i Stockholm för överläggningar med statsminister Stefan Löfven och utrikesminister Margot Wallström. Samtalen gällde framtiden för EU efter brexit, Donald Trump, asylsamarbete, innovationer och digitalisering. Bland annat presenterades ett "partnerskap om innovation", ett brett tysk-svenskt samarbetsprogram, som ska komma att inkludera myndigheter, näringsliv och akademin.

### Politik
Merkels utrikespolitik fokuserade mycket på europeiskt samarbete och internationella handelsförbindelser. Merkel blev den enda person som deltagit vid varje G20-möte sedan år 2008. Vidare hade Merkel goda relationer med andra världsledare; däribland USA och dess presidenter George W. Bush och Barack Obama. 
Merkel beskrevs ett flertal gånger som Europeiska unionens egentliga ledare. Hon har blivit utsedd till världens näst mäktigaste person enligt Forbes, en amerikansk affärstidning. 

## Utmärkelser
- Förbundsrepubliken Tysklands förtjänstorden - stora kommendörskorset,  1996
- Storkorsriddare av Republiken Italiens förtjänstorden,  21 mars 2006[21]
- Leo-Baeck-Preis,  2007
- Hedersdoktor vid Hebreiska universitetet i Jerusalem,  2007
- Robert Schumanmedaljen,  2007
- Norska förtjänstordens storkors,  15 oktober 2007[22]
- Förbundsrepubliken Tysklands förtjänstorden - storkors,  2008
- Karlspriset,  1 maj 2008[23]
- Storkorset av Peruanska Solorden,  17 maj 2008[24]
- Hedersdoktor vid Leipzigs universitet,  3 juni 2008[25]
- Æresdoktor ved Teknisk Universitet i Wrocław,  24 september 2008[26]
- Deutscher Medienpreis,  2009[27]
- Lucius D. Clay Medal,  2009
- Hedersdoktor vid Universität Bern,  2009[28]
- Jawaharlal Nehrus Pris,  2009[29]
- Storkorset av Henrik Sjöfararens orden,  2 mars 2009[30]
- Eric M. Warburg-priset,  25 juni 2009[31]
- Leo-Baeck-Medaille,  21 september 2010[32]
- Hedersdoktor vid Universitatea Babeș-Bolyai,  12 oktober 2010[33]
- Hedersdoktor vid Tel Aviv University,  1 februari 2011[34]
- Presidentens frihetsmedalj,  7 juni 2011[35][36]
- Preis für Verständigung und Toleranz,  24 oktober 2011[37]
- Heinz Galinski-priset,  28 november 2012[38]
- Indira Gandhi-priset,  2013[39]
- Presidentens medalj,  2014[40]
- Ehrenplakette des Bundes der Vertriebenen,  2014
- Æresdoktor ved Comenius Universitet i Bratislava,  20 oktober 2014[41]
- Wilhelm Leuschner-medaljen,  28 november 2014
- Abraham Geiger Award,  2015[42]
- Financial Times Person of the Year,  2015[43]
- Person of the Year,  2015
- Stort hederstecken i guld med band av Österrikiska republikens förtjänstorden,  27 augusti 2015[44]
- Republikens orden,  12 november 2015[45]
- Fyra friheters-priset – Frihetsmedaljen,  2016
- Hedersdoktor vid Nanjings universitet,  juni 2016[46][47]
- Eugen Bolz Prize,  2017[48]
- Vytautasorden,  2017[49]
- Hedersdoktor vid universitetet i Gent,  12 januari 2017
- Hedersdoktor vid Katholieke Universiteit Leuven,  12 januari 2017
- Storkorset av Vita dubbelkorsets orden,  7 februari 2019[50]
- Honorary citizen of Templin,  8 februari 2019[51][52]
- Tre Stjärnors orden,  19 februari 2019[53]
- Hedersdoktor vid Harvard University,  30 maj 2019[54]
- Æresdoktor ved Handelshochschule Leipzig,  31 augusti 2019[55]
- Buber-Rosenzweig-medaljen,  2020[56]
- Henry A. Kissinger Prize,  21 januari 2020[57]
- Terra Mariana-korsets orden, första klass,  23 februari 2021[58]
- Europeiska medborgarrättspriset för sinti och romer,  28 april 2021[59]
- Sloveniens särskilda förtjänstorden,  28 maj 2021[60]
- Hedersdoktor vid Johns Hopkinsuniversitetet,  15 juli 2021[61][62]
- Frihetsorden,  22 augusti 2021[63]
- Storkors av Leopoldorden,  15 oktober 2021[64]
- Renässansens högsta orden,  28 oktober 2021[65]
- Storkors av Hederslegionen,  3 november 2021[66]
- Storkorset av Nederländska Lejonorden,  12 november 2021[67]
- Storkedja av Henrik Sjöfararens orden,  9 december 2021[30]
- Félix Houphouët-Boignys fredspris,  2022[68]
- Nansenpriset,  4 oktober 2022[69][70]
- Hedersdoktor vid Institut d'études politiques de Paris,  2023[71]
- Storkors i specialdesign av Förbundsrepubliken Tysklands förtjänstorden,  17 april 2023[72][73][74]
- Nordrhein-Westfalens statspris,  16 maj 2023[75][76]
- Bayerska förtjänstorden,  21 juni 2023[77][78]
- Vision for Europe Award
- Storkors av Luxemburgs förtjänstorden
- Stara Planina-orden
- Storkedja av Henrik Sjöfararens orden
- Zayedorden
- Kung Abdulaziz-orden
- Charles V European Award
- Hedersdoktor vid Rysslands kemisk-tekniska universitet

[Redigera Wikidata]

## Böcker av Merkel
Angela Merkels självbiografi med titeln "Frihet" publicerades i november 2024.

## Bilder

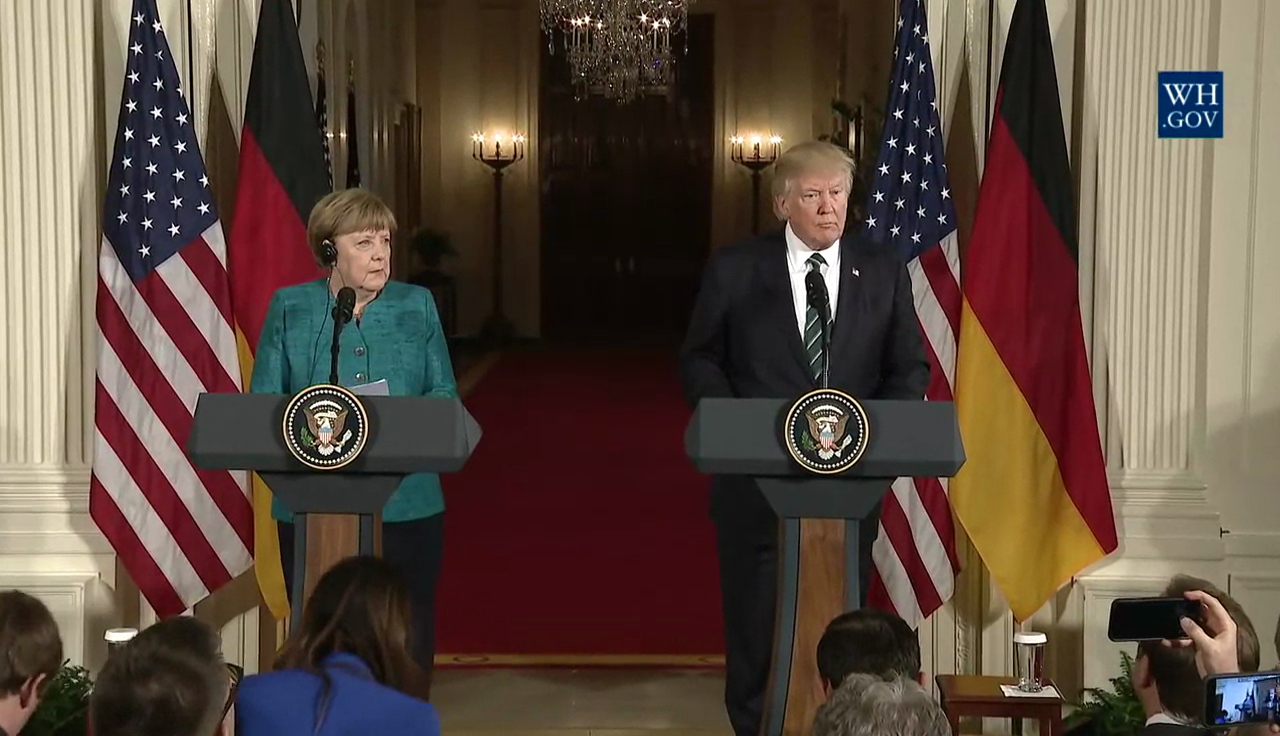
Merkel och USA:s president Donald Trump, 2017.
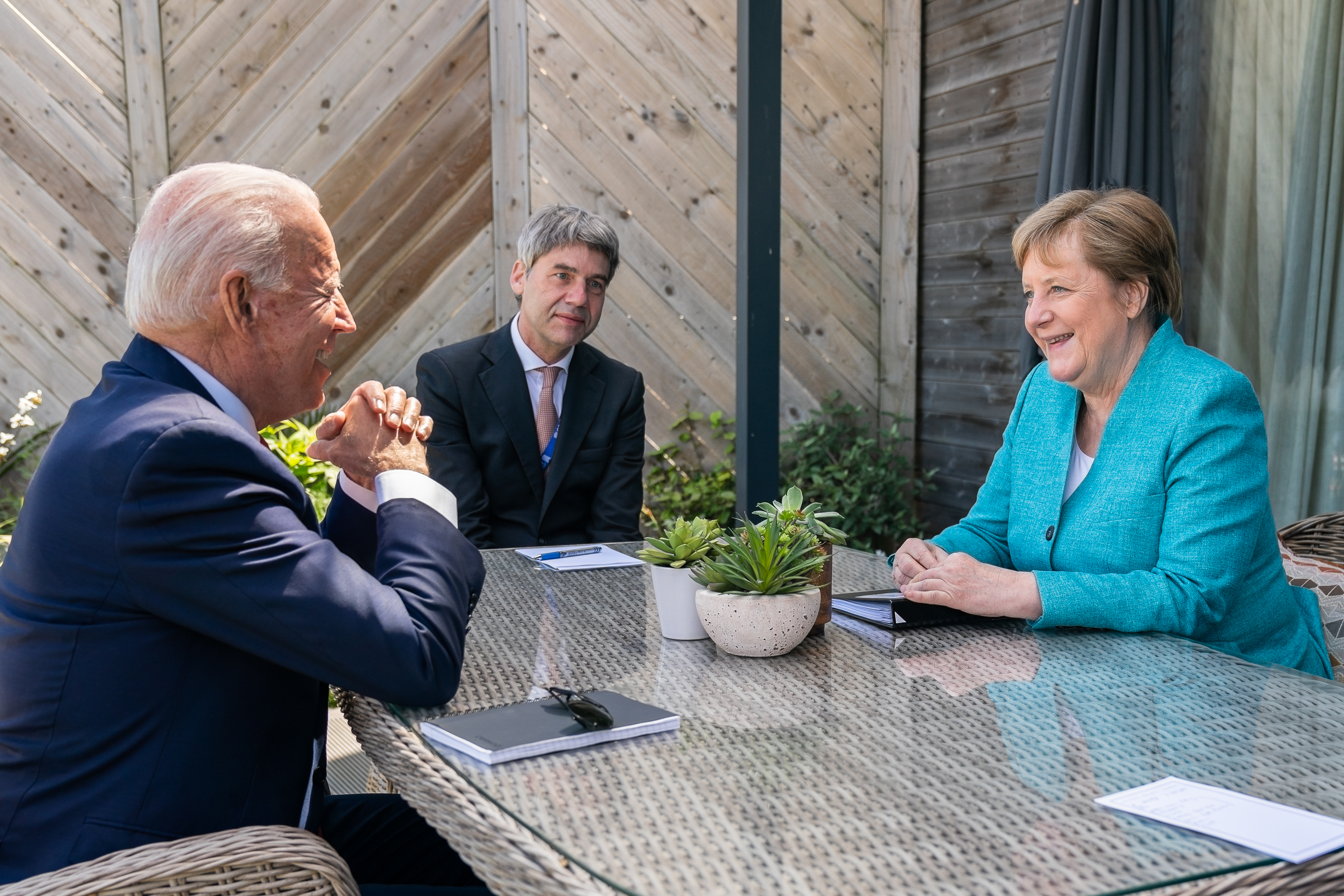
Merkel mötte USA:s president Joe Biden under G7 mötet.
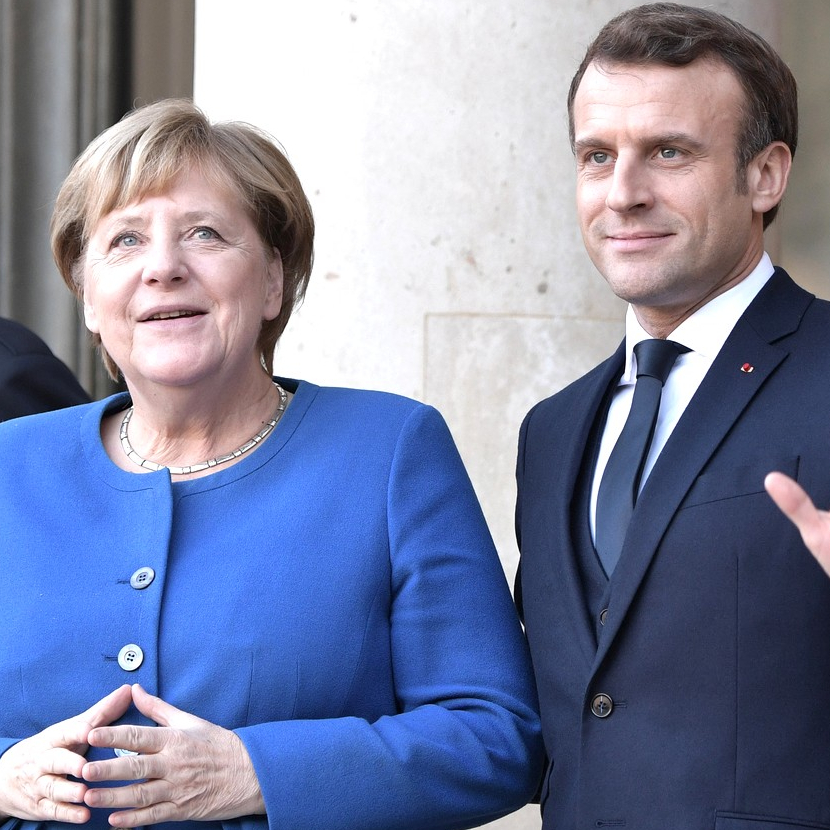
Merkel tillsammans med Frankrikes president Emmanuel Macron, 2019.
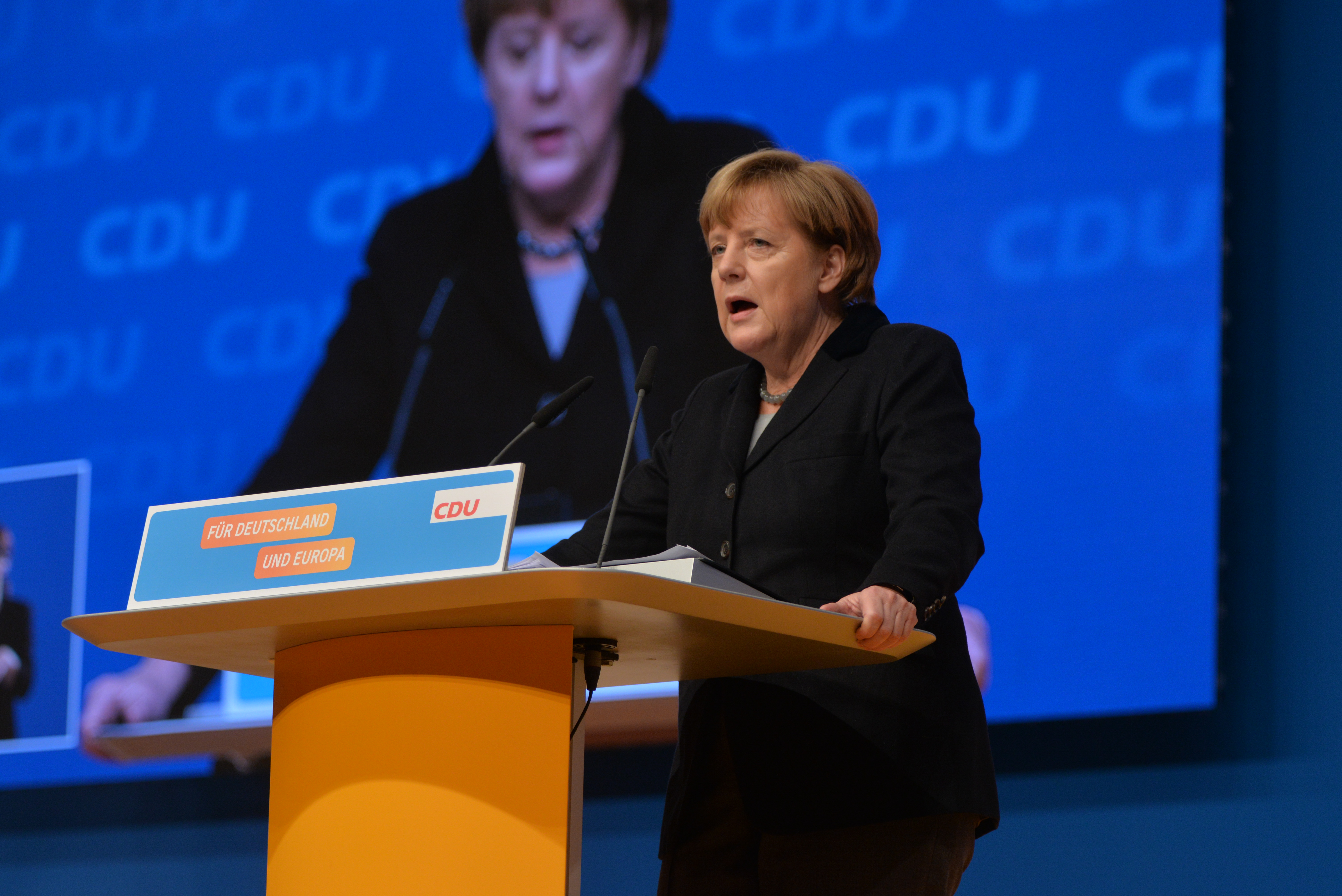
Merkel under CDU:s partidagar 2015.